# 蕭堅操
蕭堅操，廣西樂昌縣（今屬廣西省武緣縣）人。明朝末年政治人物。

## 生平
曾官南寧府訓導，崇禎十五年（1642年）壬午科中廣西鄉試舉人，十六年（1643年）聯捷癸未科進士。歷任官兵部職方司主事、郎中等职。明亡后，在山中隐居著书，拒絕出仕清朝。